# ISO 3166-2:LB
ISO 3166-2:LB est l'entrée pour le Liban dans l'ISO 3166-2, qui fait partie du standard ISO 3166, publié par l'Organisation internationale de normalisation (ISO), et qui définit des codes pour les noms des principales administration territoriales (e.g. provinces ou États fédérés) pour tous les pays ayant un code ISO 3166-1.

## Gouvernorats (8)
Les noms des subdivisions sont listés selon l'usage de la norme ISO 3166-2, publiée par l'agence de maintenance de l'ISO 3166.
| Code  | BGN/PCGN 1956 System for Arabic | Translittération libanaise |
| ----- | ------------------------------- | -------------------------- |
| LB-AK | Aakkâr                          | 'Akkār                     |
| LB-BH | Baalbek-Hermel                  | B'alabak-Al Hirmil         |
| LB-BI | Béqaa                           | Al Biqā'                   |
| LB-BA | Beyrouth                        | Bayrūt                     |
| LB-AS | Liban-Nord                      | Ash Shamāl                 |
| LB-JA | Liban-Sud                       | Al Janūb                   |
| LB-JL | Mont-Liban                      | Jabal Lubnān               |
| LB-NA | Nabatîyé                        | An Nabaţīyah               |

Historique des changements
- aucun